# NGC 1430
NGC 1430 – prawdopodobnie gwiazda o jasności 12,8m, znajdująca się w gwiazdozbiorze Erydanu. Obiekt ten skatalogował Francis Leavenworth w 1886 roku jako obiekt typu „mgławicowego”. Istnieje też możliwość, że NGC 1430 to błędnie pomierzona obserwacja pobliskiej galaktyki NGC 1440.